# Belveglio
Belveglio (piemontiul: Birvèj) település Olaszországban, Piemont régióban, Asti megyében. Lakosainak száma 308 fő (2023. január 1.). Belveglio Cortiglione, Mombercelli, Rocchetta Tanaro és Vinchio községekkel határos.

## Népesség
A település népessége az elmúlt években az alábbi módon változott:
| Lakosok száma | 340  | 326  | 308  |
|               | 2017 | 2018 | 2023 |